# Das Nachtgespenst
Das Nachtgespenst ist ein deutsches Kriminalfilmlustspiel aus dem Jahr 1953 von Carl Boese mit Hans Reiser und Liselotte Pulver in den Hauptrollen.

## Handlung
Im kleinen englischen Städtchen Blackmoor wird vom „Bund der Millionäre“ ein Kongress abgehalten. Um die Unversehrtheit der betuchten Teilnehmer zu gewährleisten, werden zahlreiche Privatdetektive als Sicherheitsgaranten verpflichtet. Trotz dieser massiven Schutz-Präsenz gelingt es einer cleveren Gaunerbande, die sich „Das Nachtgespenst“ nennt, den Hoteltresor zu knacken und beträchtliche Geldsummen zu stehlen. Dies ruft nun das aufgeweckte Zimmermädchen Trixie auf den Plan, das für ihr Leben gern Kriminalromane verschlingt und nur darauf gewartet hat, endlich mal selbst ein aufregendes Abenteuer zu erleben.
Trixie macht sich sogleich an die Arbeit und stellt auf eigene Faust Nachforschungen an. Ihr zur Seite gesellt sich ein junger Nachwuchsautor, der als Kriminalromanschriftsteller bereits zu einigem Ruhm gelangte Conny Cooper. Tatsächlich kommen die beiden den Langfingern auf die Spur, und schließlich gelingt es ihnen, die Bande zu sprengen und ihre Mitglieder, darunter die etwas tumben Typen Ladislaus und Gustav, hinter Schloss und Riegel zu verfrachten. Trixie wird mit einer üppigen Belohnung bedacht und hat überdies das Herz Conny Coopers erobert.

## Produktionsnotizen
Der Film entstand innerhalb eines Monats zwischen dem 25. Juni und dem 25. Juli 1953 in Niendorf an der Ostsee/Timmendorfer Strand und wurde am 4. September 1953 im Kölner Residenz-Theater uraufgeführt. Am 31. August 1963 erfolgte im ZDF die deutsche Fernsehpremiere.
Helmut Ungerland hatte die Produktionsleitung. Die Filmbauten wurden von Mathias Matthies und seiner Ehefrau Ellen Schmidt in den Filmstudios von Hamburg-Wandsbek angefertigt, Irms Pauli kreierte die Kostüme. Werner Pohl sorgte für den Ton, Bully Buhlan für den Gesang.
Nebendarstellerin Elena Luber und Regisseur Boese waren miteinander verheiratet.

## Kritiken
In Der Spiegel ist zu lesen: „Der schwankgestählte Regisseur Carl Boese ließ sich von dem flinken Charme seines Stars Liselotte Pulver anstecken und dirigierte diese Kriminalgroteske leicht und füllig, äußerst selten den Klamauk loslassend.“
Im Lexikon des Internationalen Films steht: „Die Komödie parodiert abgedroschene Motive und Handlungsstereotypen des Kriminalfilms. Anspruchslos, aber ideenreicher und munterer gespielt als vergleichbare deutsche Filme der 50er Jahre.“